# Paolo Prodi
Paolo Prodi (Scandiano, 3 de outubro de 1932 – Bolonha, 16 de dezembro de 2016) foi um professor de História na Faculdade de Letras e Filosofia da Universidade de Bolonha.
Era irmão do político e economista Romano Prodi, do professor e político Vittorio Prodi e do físico Franco Prodi.
Morreu em 16 de dezembro de 2016, aos 84 anos.
Principais obras publicadas
- Il Sovrano Pontefice. Un Corpo e due Anime: La Monarchia Papale nela prima Etá Moderna (1982)
- Il Sacramento del Potere. Il Giuramento Politico nella Storia Constituzionale dell'Ocidente (1992)
- Introduzione allo Studio della Storia Moderna (1999)
- Una Storia della Giustizia - versão portuguesa: Uma História da Justiça, Editorial Estampa, Lisboa, 2002